# Jeanne Harvilliers
Jeanne Harvilliers, född 1528, död 30 april 1578 i Ribemont, även känd som häxan i Ribemont och häxan i Verberie, var en fransk-romsk kvinna som brändes på bål för häxeri. 
Hennes fall, komplett med hennes biografi, utseende och ord, beskrevs utförligt av hennes domare Jean Bodin i hans bok om häxeri och demonologi, De la démonomanie des sorciers (1580), och lyftes ofta fram som ett viktigt fall inom dåtida forskning.  

## Biografi
Jeanne Harvilliers föddes Oise i Verberie som dotter till en kringvandrande mor, som beskrivs som prostituerad och häxa. Hon och hennes mor arresterades båda i Senlis 1548, och anklagades för häxeri. Hon bekände och ångrade sig och dömdes endast till piskstraff och förvisning, medan hennes mor brändes levande på bål på Place du Vieux Marché i Senlis. Hon levde sedan som kringvandrade tiggare, och utförde påstådd trolldom för pengar. Hon gifte sig med en man i Laonnois och fick en dotter, Rosalie. 
År 1578 greps hon och åtalades för att ha förorsakat den lokala bonden François Preudhommes sjukdom och död med hjälp av trolldom. Bybor påstod att hon hade kastat en sjukdom på François Preudhomme genom en trollformel, eftersom han plötsligt hade blivit sjuk efter att ha gått förbi henne på vägen. Hon hade varit hans sjukvårdare under hans sjukdom, och lovat vårda honom tillbaka till hälsan och bota honom. När han trots det avled, hade hon flytt, och byborna hade gripit henne sedan de funnit henne då hon gömde sig i en lada. 
Jean Bodin beskrev henne: 
”Man kunde fortfarande se spåren av hennes tidigare skönhet. Mörk hy. Stora ögon som lyser av en eld, livlighet och glans som man knappt kunde bära, en aquiline profil, sant utsökta ansiktsdrag, tänder vars emalj påminde om pärlor och hår som en gång varit svart som korpens fjädrar, men nu var grått, låg långt och böljande runt hennes kropp bildade en enastående skönhet, som med den underliga klänningen stod ut mot de övriga av distriktets innevånare. "
Under förhöret avlade Jeanne Harvilliers en fullständig bekännelse där hon erkände sig skyldig till häxeri. Hon uppgav att hon hade blivit initierad till häxeriet av sin mor när hon var tolv år gammal, då modern hade presenterat henne för Djävulen i form av en "man i svart". Sedan dess hade hon regelbundet haft sex med Satan och deltagit i hans häxsabbat. Hon uppgav att Satan hade gett henne tillstånd att gifta sig, men förklarat att deras relation skulle vara längre än hennes äktenskap. Slutligen erkände hon sig skyldig till att ha dödat François Preudhomme med trolldom. Hon uppgav att bonden André Brulart hade betalat henne för att kasta en besvärjelse på François Preudhomme eftersom denne hade attackerat Brularts dotter, och att hon hade gjort det med hjälp av ett puder hon fått av Djävulen. När hon engagerats för att sköta Preudhomme, hade hon bett Satan att göra Preudhomme frisk igen. När han svarade att det var omöjligt, hade hon bett honom ge sig av och inte komma tillbaka. Han hade då svarat att han aldrig skulle komma igen, och det hade han gjorde heller inte gjort.  
Jeanne Harvilliers dömdes till döden för häxeri och avrättades genom att brännas levande på bål i Ribemont den 30 april 1578. Jean Bodin antecknade hennes exakta avskedsord när hon stod på bålet, redo att dö:
"Adjö, må himlen förlåta er. Under mitt liv var jag zigenare, en flicka, en vagabond; jag förvisades, slogs med käppar och brännmärktes med järn; jag jagades från by till by som en hund. Vem skulle ha trott på mina ord då? Men idag, när jag står fjättrad vid bålet, redo att dö, kommer mina ord inte att glömmas. Tro på denna sanning: Jag är oskyldig till det brott som tillskrivs mig, jag har inte gjort något för att förtjäna den behandling jag får."
Det finns inga uppgifter om vad som hände med hennes man och dotter. Hennes fall citerades ofta av den dåtida franska häxforskningen, och hon ansågs länge vara ett typiskt exempel på en äkta häxa.